# Yoshiaki Hatta
Yoshiaki Hatta (八田 嘉明), né le 14 septembre 1879 à Tokyo et décédé à l'âge de 84 ans le 26 avril 1964, est un entrepreneur, ingénieur et homme politique japonais qui fut membre de la chambre des pairs du Japon et cinq fois ministre.

## Biographie
Diplômé en génie civil de l'université impériale de Tokyo, Hatta est engagé par les San'yō Railway en 1903. Il travaille ensuite pour le gouvernement et entre au bureau des chemins de fer du ministère des Communications en 1906. Après la création du ministère des Chemins de fer, Hatta est nommé directeur en 1926. Il est nommé à la chambre des pairs du Japon en 1929.
Après la création de la société des chemins de fer de Mandchourie du Sud, Hatta en devient vice-directeur en 1932. Deux ans plus tard, il est nommé en même temps ministre du Commerce et ministre des Affaires coloniales dans le gouvernement de Hiranuma Kiichirō.
En 1941, sous pression du gouvernement, de nombreuses petites compagnies ferroviaires fusionnent pour former la société Tōbu, dans le cadre des politiques économiques syndicalistes de l'association de soutien à l'autorité impériale. Hatta est nommé président du conseil de la nouvelle entreprise. En 1943, il est nommé en même temps ministre des Communications et des Chemins de fer dans le gouvernement de Hideki Tōjō. Durant son mandat, les deux postes fusionnent au sein du ministère des Transports et des Communications et Hatta en devient le premier chef. En 1945, il est nommé président de la compagnie de développement de Chine du nord, filiale des chemins de fer de Mandchourie du Sud dédiée au développement économique des zones du nord de la Chine occupées par les Japonais. 
Après la défaite de 1945, il est purgé de l'administration publique par les forces alliées. En 1953, il devient président de l'université de Takushoku, fonction qu'il occupe jusqu'en septembre 1954. En 1955, il est nommé président de la corporation Nippei Kōsan  puis celui de la fondation scientifique du Japon. En 1956, il fonde la corporation Nippon Gijustu Kyōwa Kaihatsu et l'année suivante, il est nommé directeur de l'ancêtre de la société publique des autoroutes du Japon (en). Il meurt en 1964.

## Source de la traduction
- (en) Cet article est partiellement ou en totalité issu de l’article de Wikipédia en anglais intitulé « Yoshiaki Hatta » (voir la liste des auteurs).